# Smolensk
Smolensk (rusky Смоленск, bělorusky Смаленск, polsky Smoleńsk) je historické město v evropské části Ruska. Leží na západě Centrálního federálního okruhu na horním toku Dněpru poblíž hranic s Běloruskem. Město je centrem Smolenské oblasti. Žije zde přibližně 310 tisíc obyvatel.

## Poloha
Město leží na březích řeky Dněpr v horní části jeho toku. Řeka zde protéká Smolenskou vrchovinou, která je západní částí Smolensko-moskevské vyvýšeniny. Řeka protéká městem z východu na západ a dělí ho na dvě části: severní a jižní (centrum).
Na území města se do Dněpru vlévá několik menších toků, jejichž údolí jsou dnes zcela zastavěna městskou zástavbou. Rozdíl výšek mezi zařezanými údolími a vrcholy dosahuje až 90 m.

## Historie

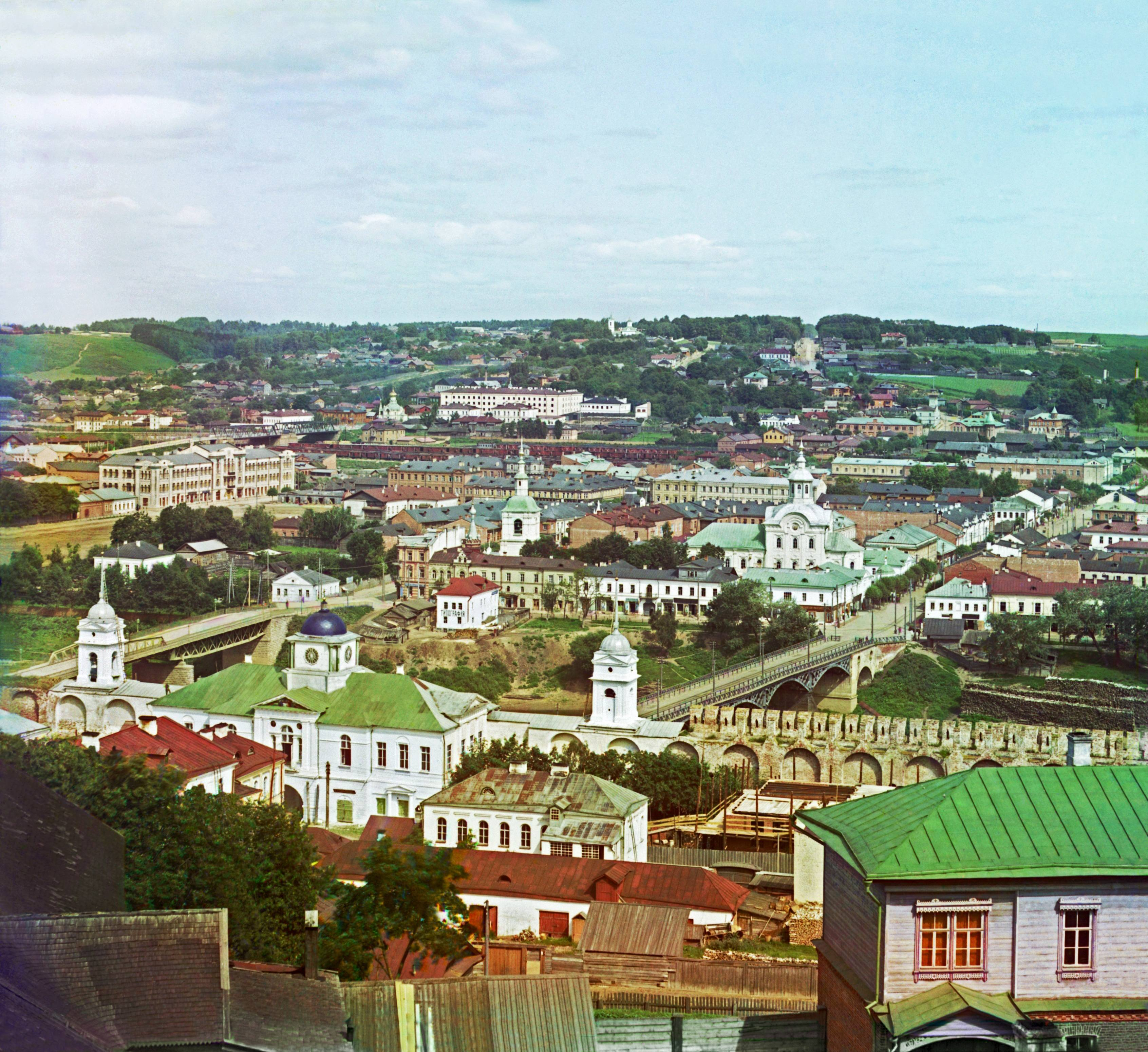
Město v roce 1912

Smolensk patří k nejstarším městům v zemi. Byl původně centrem kmene Krivičů, od roku 882 se stal součástí Kyjevské Rusi. Ve 12. století byl centrem Smolenského knížectví, mezi lety 1404 až 1514 pak tvořil součást Litvy. Poté byl sice součástí Moskevského Ruska, ale jen do roku 1611, kdy se jej po dlouhém a těžkém obléhání opět zmocnil polsko-litevský stát. Nepomohlo ani skutečně mohutné opevnění, které kolem města bylo z nařízení Borise Godunova vybudováno stavitelem Fjodorem Koněm. Strategické město však Rusové chtěli získat zpět stůj co stůj a po neúspěšném pokusu smolenské války (1632–34) se jim to konečně roku 1654 povedlo, když využili oslabení Polska-Litvy během Chmelnického povstání a následné švédské „Potopy“. K Ruské říši pak byl Smolensk připojen definitivně v roce 1667 Andrušovským příměřím. 
V roce 1764 dala Kateřina II. pokyny k rusifikaci Ukrajiny, Smolenska (tehdy bylo město obýváno převážně Bělorusy) a pobaltských států. Tato politika spočívala v ničení posvátných budov, omezení používání běloruského jazyka, zatýkání místních politiků a jejich nahrazení Rusy.  
V roce 1812 město obsadil Napoleon Bonaparte.
Dne 13. listopadu 1917 zde získali během občanské války moc bolševici. Mezi 16. červencem 1941 a 25. zářím 1943 bylo město okupováno nacisty, během této doby došlo téměř k jeho zničení; srovnáno se zemí bylo 93 % zástavby. Smolensk získal následně titul Město-hrdina, a byl obnoven jako klasické sovětské město – vznikly široké bulváry a monotónní panelová zástavba. Rekonstruováno však bylo též mnoho historických staveb.
Dne 10. dubna 2010 se u města stala letecká havárie polského vládního letadla Tu-154, při níž zemřelo 96 osob (88 cestujících a 8 členů posádky), včetně prezidenta Lecha Kaczyńského, jeho manželky a dalších osobností polské elity.

## Slavní rodáci
- Olga Kuzenkovová, atletka
- Eduard Chil, zpěvák
- Michail Ivanovič Glinka, hudební skladatel